# 秋田市立河辺体育館
秋田市立河辺体育館（あきたしりつかわべたいいくかん）は、秋田県秋田市にある体育館である。

## 概要
敷地面積    6,888.53平方メートル
- 競技場面積 1,008平方メートル

　固定観客席　240席

## 交通アクセス
奥羽本線和田駅、徒歩1分。